# فرح (فلم)
فرح فيلم مصري من إنتاج عام 2004، من تأليف باهر المصطفى وإخراج أكرم فريد .

## قصة الفيلم
يحكي قصة مليونير يقيم في إنجلترا، ينصحه الأصدقاء بعمل حملة خيرية لأطفال العالم الأيتام، وتكون أول محطة له في مصر، مسقط رأسه، التي يرسل إليها ابنه عز، كي يقوم بهذه الحملة، يستقبله صديق الأب الذي كان شريكا له في تجارته قبل الرحيل إلى لندن، كى يرافقه في حملته. يزور ملجأ ويتبرع له بمليون جنيه، لكن هذا لا يروق للطفلة فرح التي تلقى خطبة تجذب اهتمام الصحافة، مؤكدة أنهم يفتقدون إلى العطف في الملجأ، يعلن بطرس مدير أعماله أن الملياردير عز سيستضيف الطفلة فرح كى تعيش معه طوال مدة اقامته في القاهرة. أما السكرتيرة المخصصة له فهي تعرفه منذ صغرها، وتحاول أن تلتفت انتباهه، تنقذه فرح من نصابة عالمية أرادت أن تستحوذ على أمواله، وتستطيع فرح أن توفق بين السكرتيرة وبين عز. يتصل عز بأبيه، ويخبره أنه لم تعد تهمه الجنسية البريطانية، فهو يعتز بجنسيته المصرية.

## فريق العمل
إخراج : أكرم فريد.
بطولة :
- مي عز الدين
- أحمد هارون
- حسن كامي
- الطفلة نور إحسان

الفريق الفني :
- عاطف المهدي (تصوير سينمائي)
- مها رشدي (مونتاج)
- مارسيل صالح (تركيب النيجاتيف)
- محمود مرشد (ماكياج)
- خالد حماد (موسيقى)
- نايل توتاله للإنتاج (إنتاج)
- أحمد حسن (إكسسوار)
- كمال بحري (تنفيذ المناظر)
- جمعة عبد اللطيف (مهندس الصوت)
- ماجد فوزي (مصور فوتوغرافي)
- محمد تركي (ريجيسير)
- الشركة المصرية للإنتاج الإعلامى (الطبع والتحميض)

## روابط خارجية
- مقالات تستعمل روابط فنية بلا صلة مع ويكي بيانات